# Skulpturenfeld Oggelshausen

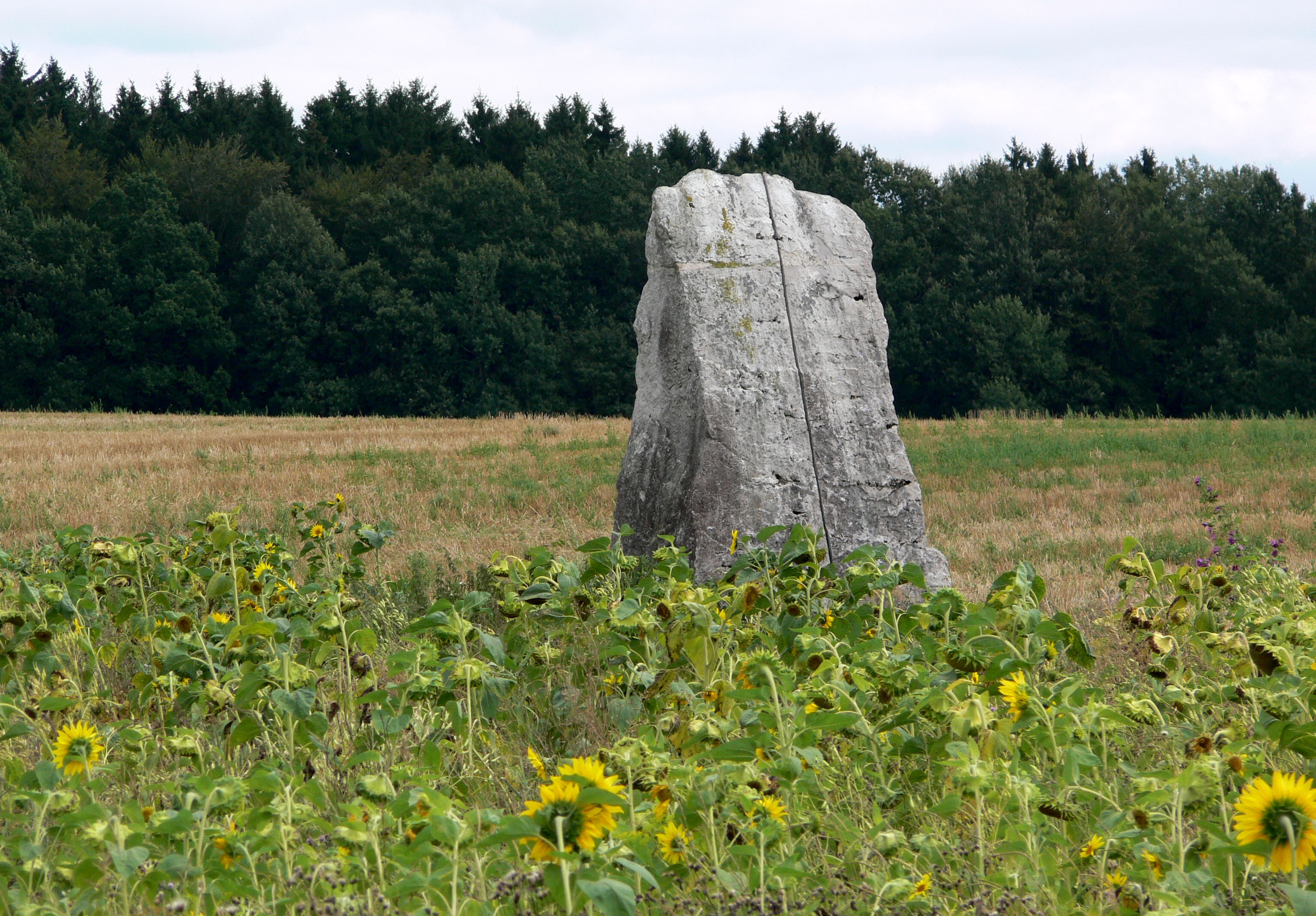
Skulpturenfeld Oggershausen met Helt i VI (2000)

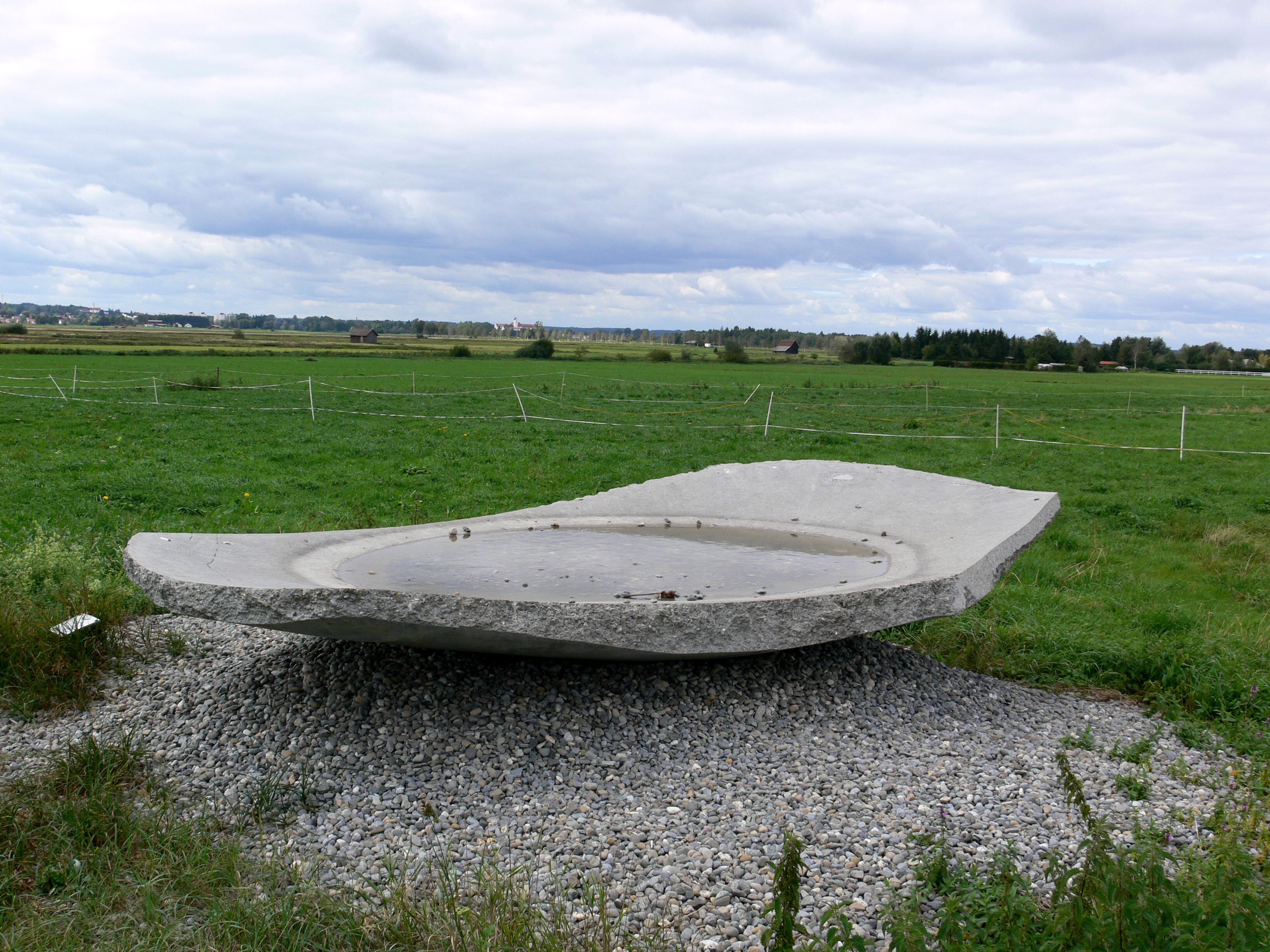
Gerold Jäggle: Federseeschale (2000)

Skulpturenfeld Oggelshausen is een beeldenpark in Oggelshausen in de Duitse deelstaat Baden-Württemberg.

## Geschiedenis
Het beeldenpark is tot stand gekomen na twee beeldhouwersymposia, Bildhauersymposium 1969/70 met 15 internationale steenbeeldhouwers op initiatief van de beeldhouwer Karl Prantl en Symposion Europäischer Bildhauer 2000 met 10 deelnemende beeldhouwers, die elk ter plekke een sculptuur hebben vervaardigd. Het park telt derhalve inmiddels 25 sculpturen.

## Deelnemers 1969/1970
- Hiromi Akiyama (Japan)
- Maria Biljan-Bilger (Oostenrijk)
- Kenneth Campbell (Verenigde Staten)
- Miloslav Chlupáč (Tsjechië)
- Elmar Daucher (Duitsland)
- Makoto Fujiwara (Japan)
- Herbert George (Verenigde Staten)
- Peter Holowka (Oostenrijk)
- Leo Kornbrust (Duitsland)
- Yasuo Mizui (Japan)
- Takera Narita (Japan)
- Heinz L. Pistol (Duitsland)
- Karl Prantl (Oostenrijk)
- Zdeněk Šimek (Tsjechië)
- Olbram Zoubek (Tsjechië)

## Deelnemers 2000
- Michael Dan Archer (Verenigd Koninkrijk, 1955) met Heiligtum
- Patrick Crombé (België, 1955) met Porta
- Hans Michael Franke (Duitsland) met Gitter
- Uli Gsell (Duitsland, 1967) met Vom Morgen bis zum Abend
- Gerold Jäggle (Duitsland) met Schale
- Marit Lyckander (Noorwegen, 1954) met Helt i VI (travertin)
- Josef Nadj (Duitsland, 1953) met Verantwortung
- Axel F. Otterbach (Duitsland, 1948) met Zeitsprung
- Irma Ortega Pérez (Mexico, 1969) met Vasija
- Peter Randall-Page (Verenigd Koninkrijk) met Federsteine

## Fotogalerij

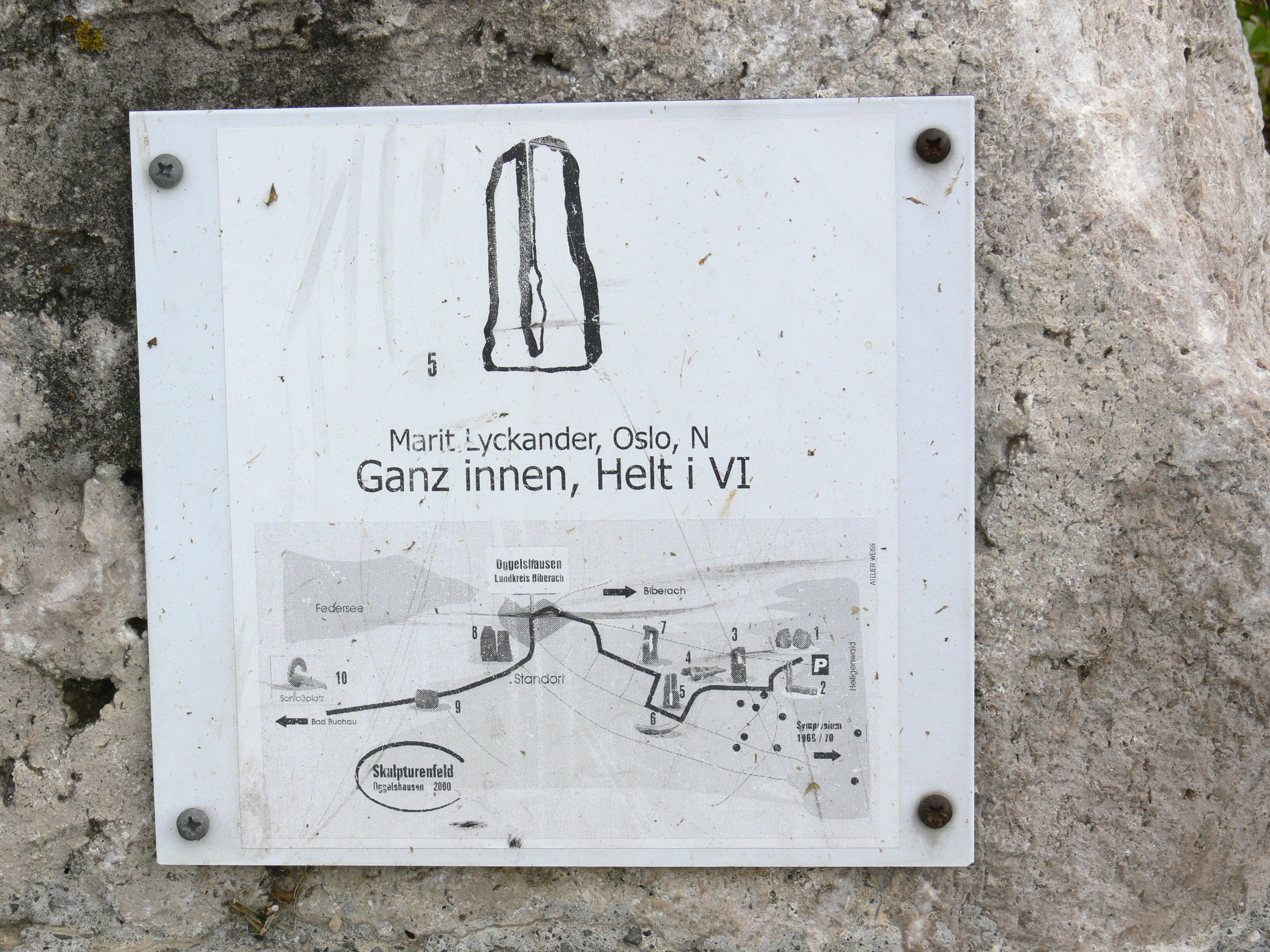
Bewegwijzering
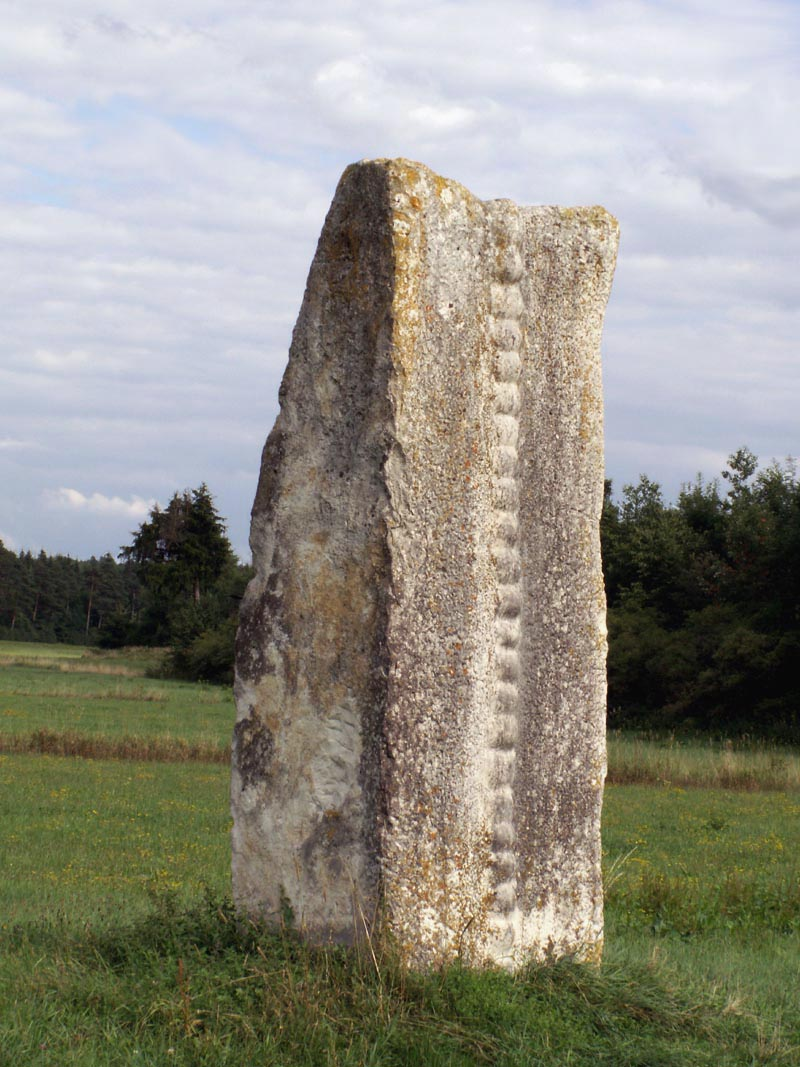
Karl Prantl: Ohne Titel (1969/70)
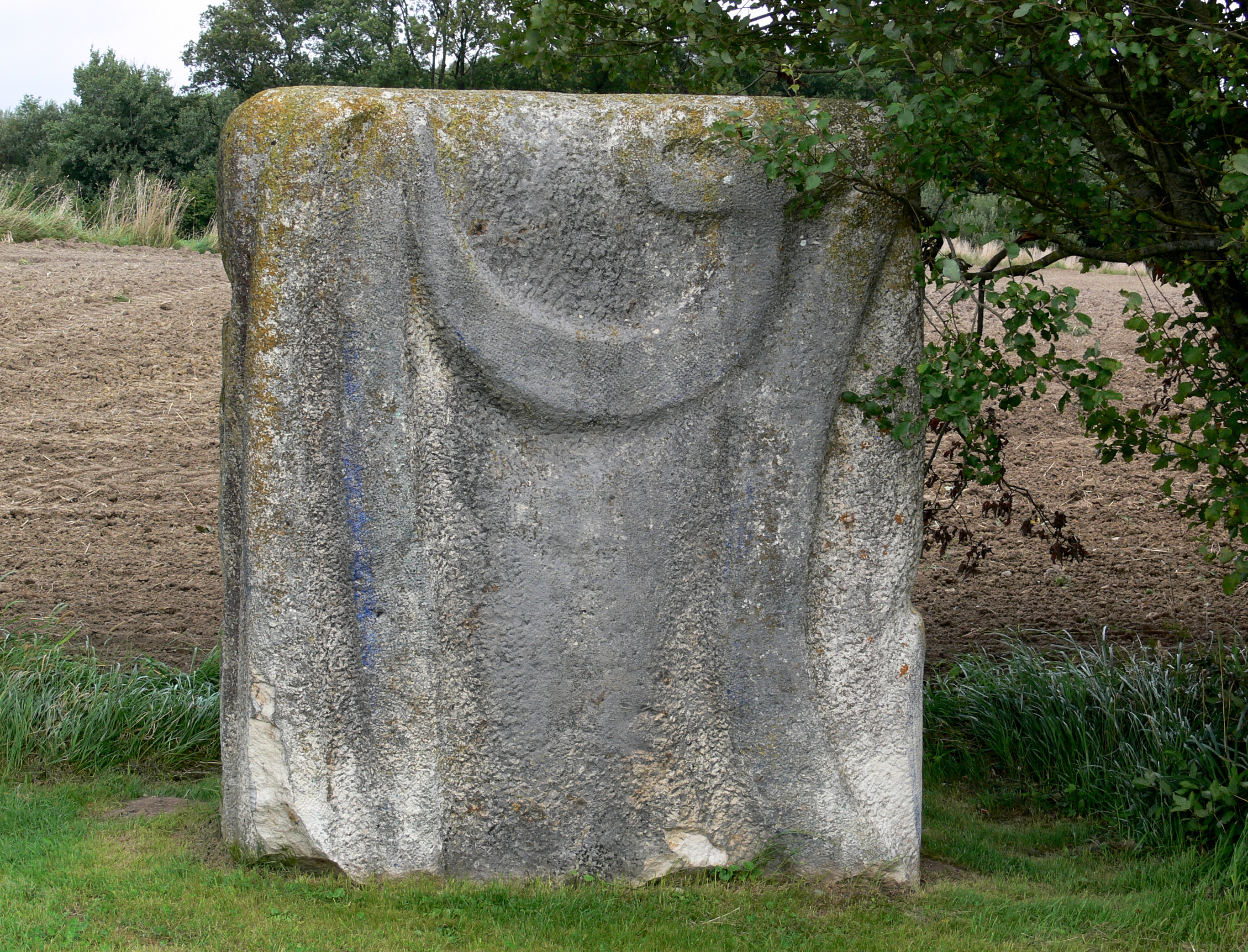
Maria Biljan-Bilger: Ohne Titel (1969/70)
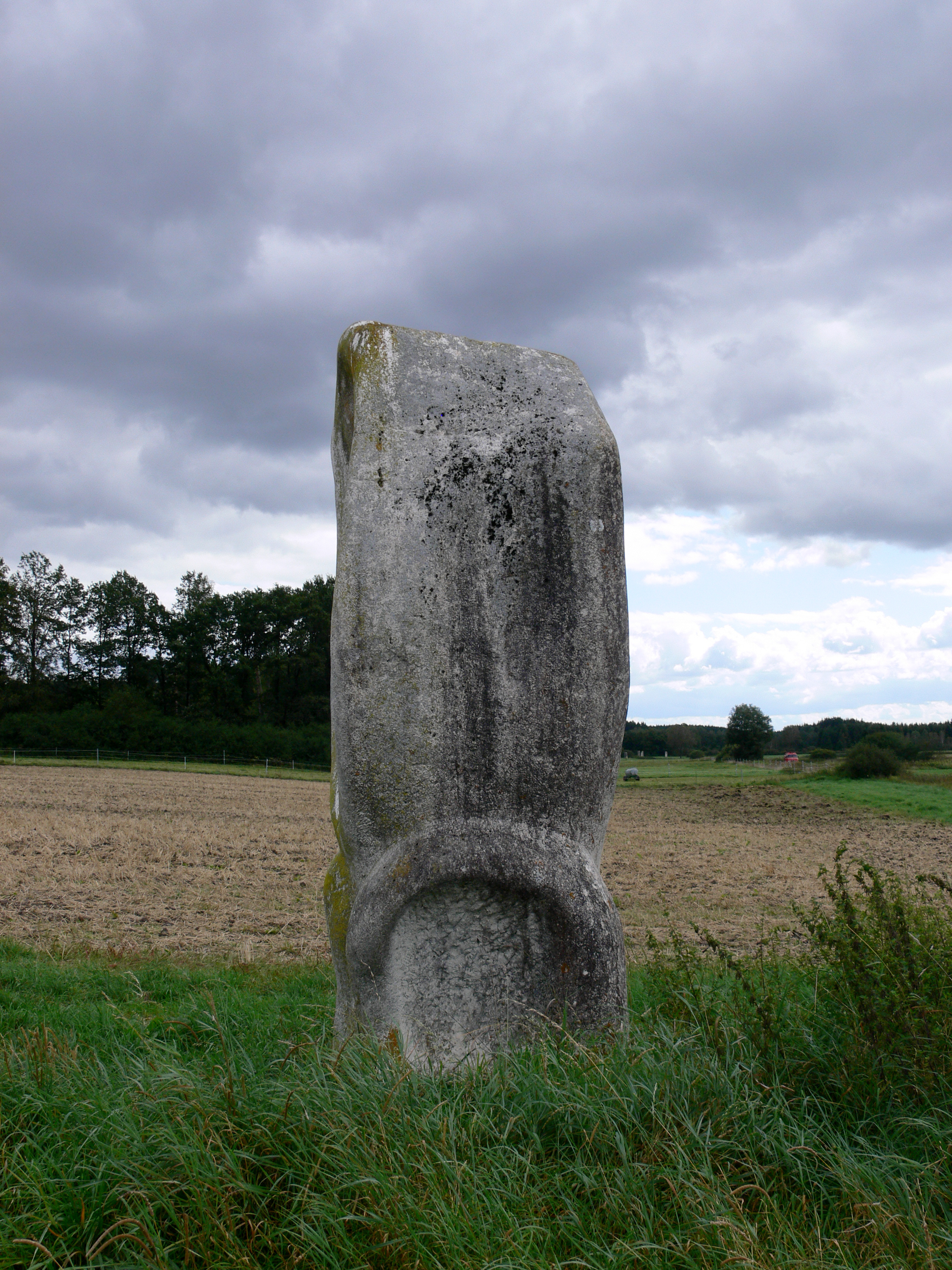
Kenneth Campbell: Untitled (1969/70)
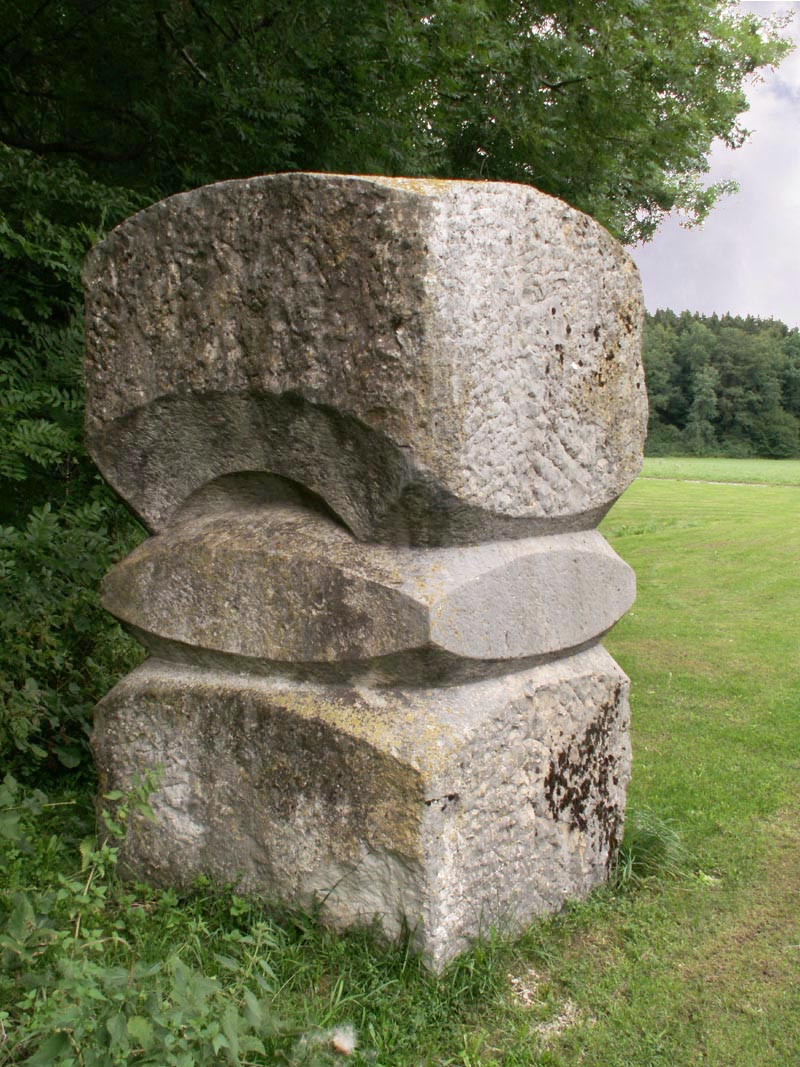
Zdeněk Šimek: Ohne Titel (1969/70)
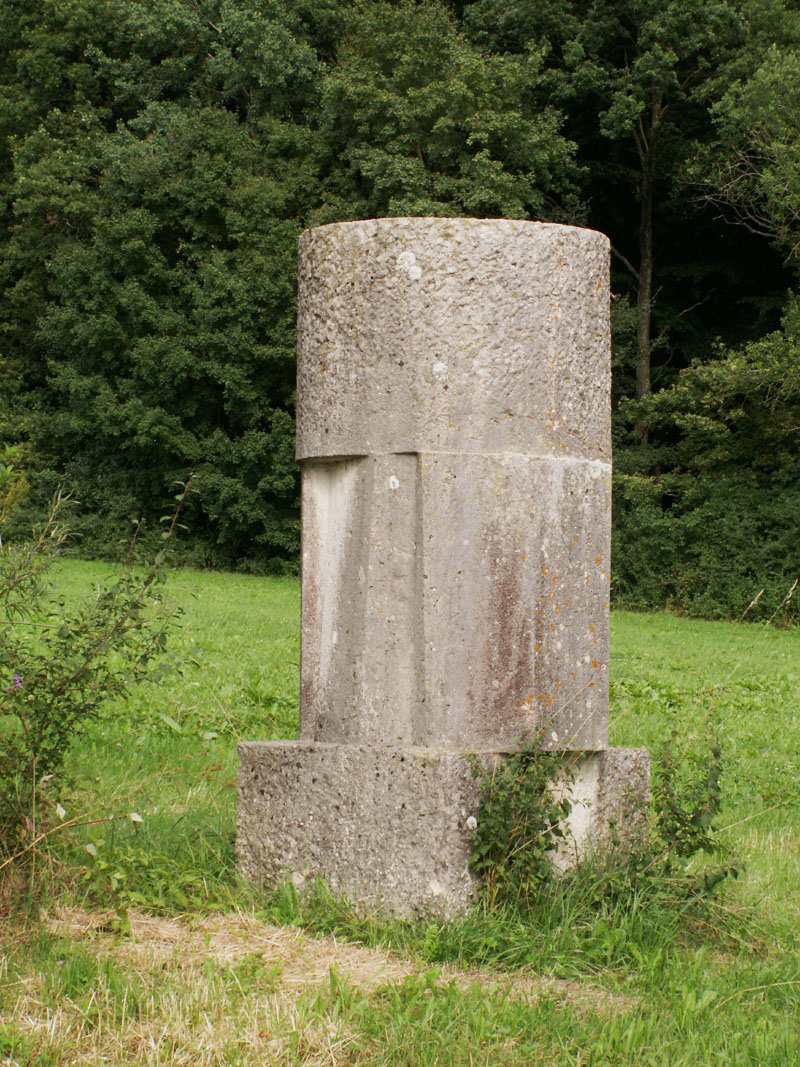
Leo Kornbrust: Ohne Titel (1969/70)
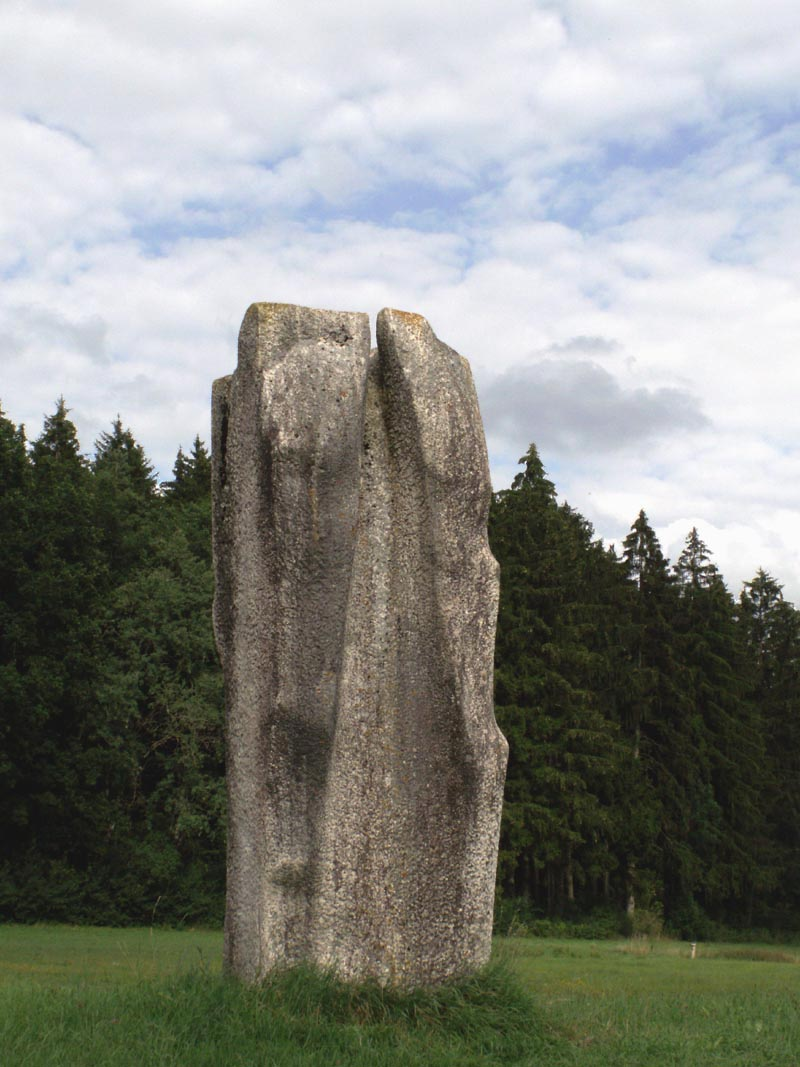
Yasuo Mizui: Ohne Titel (1969/70)
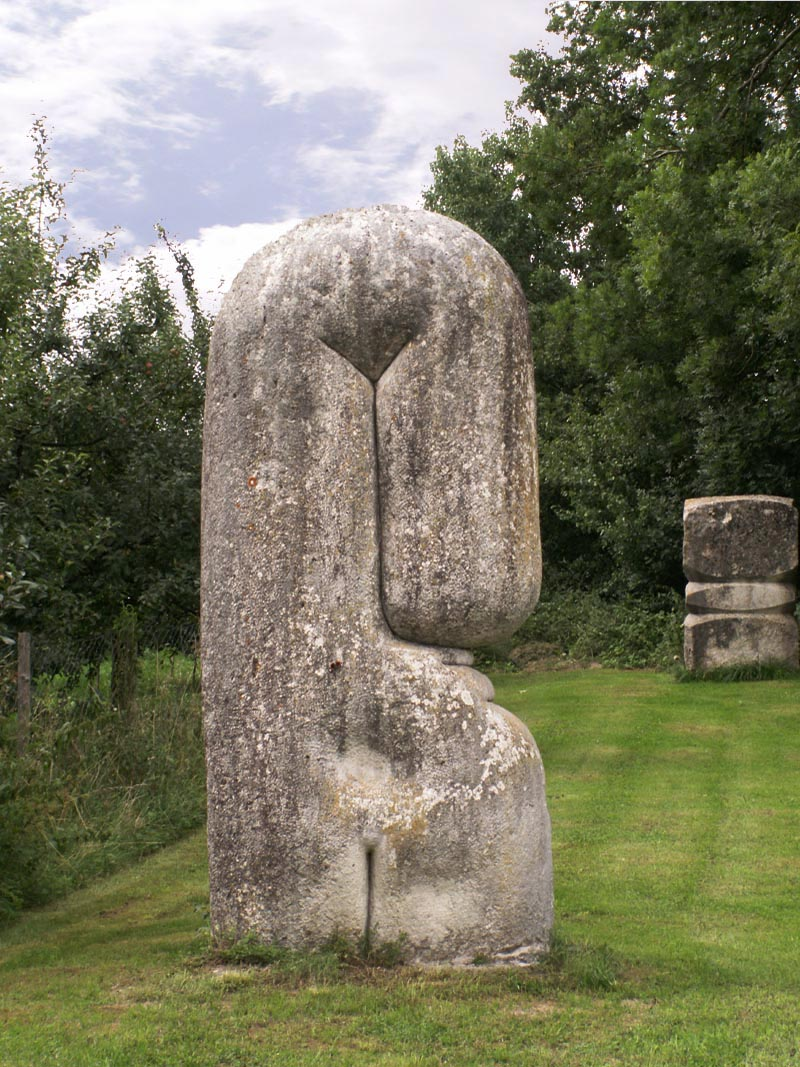
Herbert George: Untitled (1969/70)
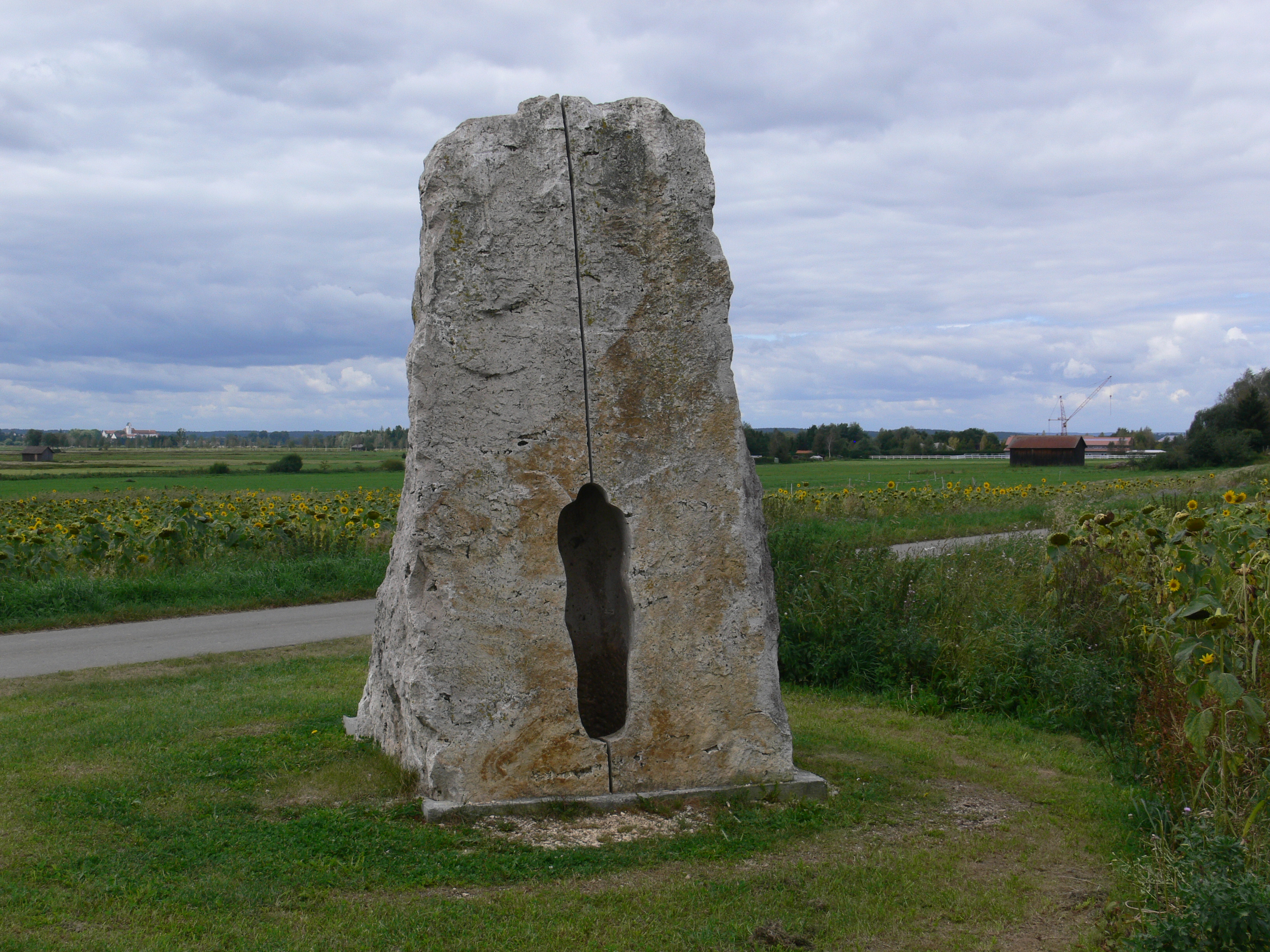
Marit Lyckander: Helt i VI (2000)
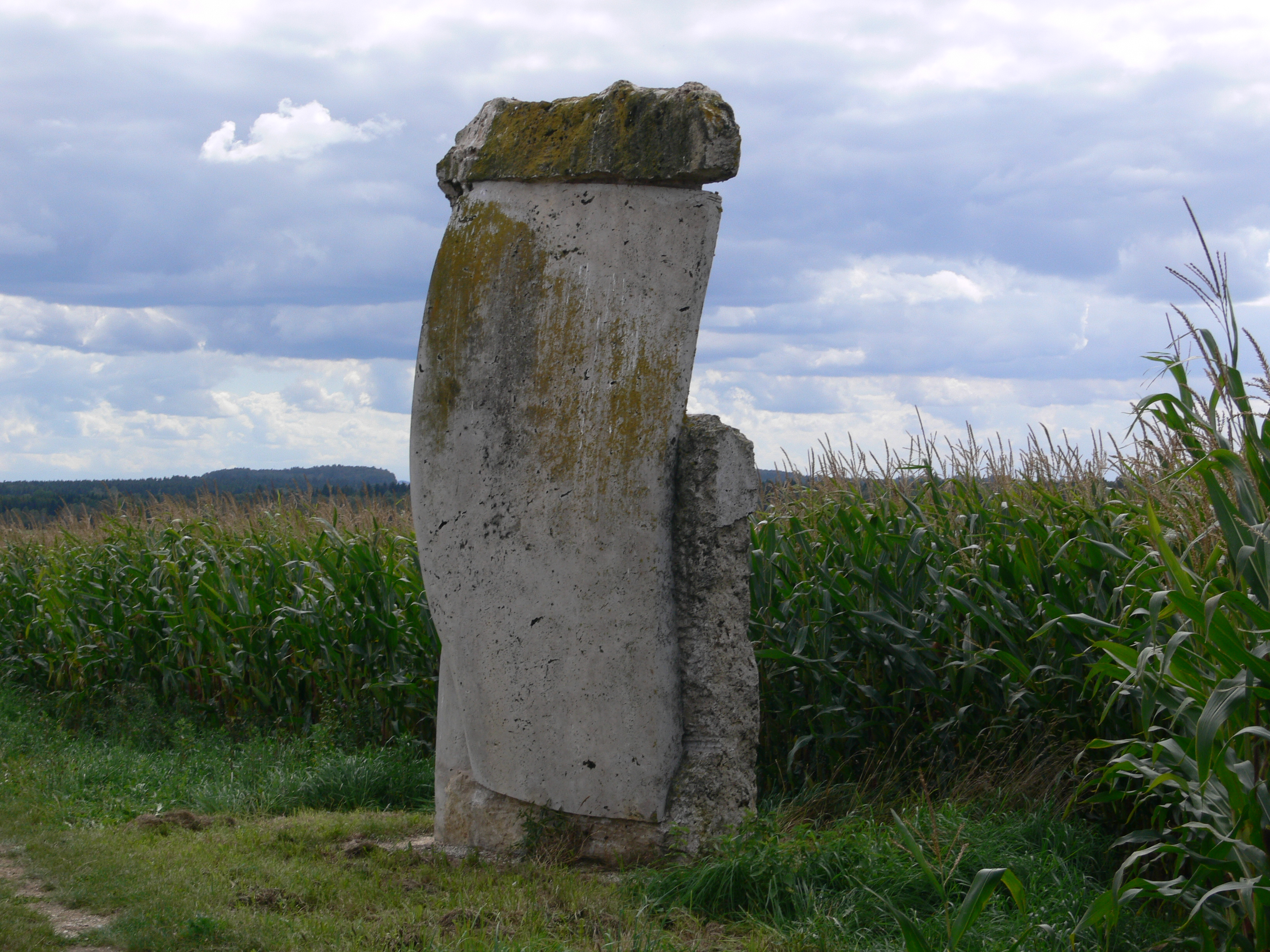
Josef Nadj: Verantwortung (2000)